# Microstigma (planta)
Microstigma és un gènere de plantes angiospermes de la família de les brassicàcies (Brassicaceae). Són plantes natives de Sibèria, Mongòlia i el nord de la Xina.

## Descripció
Són plantes herbàcies tomentoses que poden ser anuals o perennes, amb tricomes dendrítics i, sovint, glàndules multicel·lulars. Les tiges pot ser simples o ramificades. Les fulles basals, que en alguns caos poden formar una roseta, són simples, peciolades i amb de marge enter o dentat. Les fulles caulinars són similars a les basals. Les flors s'agrupen en inflorescències racemoses, els sèpals del calze són erectes, de forma linear o oblongo-linears, connivents i amb el marge membranós; els pètals poden ser de color groc, blanc-crema, o púrpura-lila, linears, estretament oblongs o espatulats i amb l'àpex obtús o arrodonit. A l'androceu hi ha sis estams i al gineceu a l'ovari hi ha entre 4 i 16 òvuls. El fruit és una síliqua dehiscent o indehiscent.

## Taxonomia
Aquest gènere va ser publicat per primer cop l'any 1844 a l'obra Plantarum Imagines et Descriptiones Floram Russicam illustrantes del botànic germanobàltic Ernst Rudolf von Trautvetter (1809-1889).

### Espècies
Dins del gènere Microstigma es reconeixen les quatre espècies següents:
- Microstigma brachycarpum Botsch.
- Microstigma deflexum (Bunge) Juz.
- Microstigma junatovii Grubov
- Microstigma sajanense Kuvaev & Sonnikova